# Allium rhynchogynum
Allium rhynchogynum là một loài thực vật có hoa trong họ Amaryllidaceae. Loài này được Diels mô tả khoa học đầu tiên năm 1912.